# 河州 (甘肃省)
河州，中国古代的州。

## 沿革

### 十六国
前凉建興三十三年（345年），分涼州置河州，領八郡：興晉郡、金城郡、武始郡、永晉郡、大夏郡、武城郡、漢中郡、南安郡，治所在興晉郡枹罕县（今甘肅省臨夏市枹罕镇）。建興三十四年（346年），武始、大夏二郡與金城郡金城、榆中二縣為後趙所攻佔，屬涼州。建興三十四年（347年），興晉、永晉、武城、漢中、南安五郡為後趙所攻佔，屬涼州。後省南安郡。建興三十八年（350年），收復河州諸郡縣。至此，河州領七郡：興晉郡、金城郡、武始郡、安故郡（後趙改永晉郡置）、大夏郡、武城郡、漢中郡。建興四十三年（355年），河州（除金城郡河北諸縣）為李儼所佔據，改為涼州。
前秦建元三年（367年），攻佔李儼所據涼州，仍領七郡。建元七年（371年），分涼州置河州，領三郡：武始郡、安故郡、漢中郡，治武始郡狄道縣（今甘肅省臨洮縣）。同年底，涼州興晉、大夏、武城三郡改屬河州，河州移治興晉郡枹罕县。太安元年（385年），武始、安故、漢中、武城四郡為西秦所攻佔，分屬秦州、河州。太安二年（386年），興晉、大夏二郡為西羌彭奚念所據。
西秦太初元年（388年），河州領四郡：武始郡、安故郡、武城郡、武陽郡，治武始郡狄道縣。太初二年（389年），彭奚念所據興晉、大夏二郡歸順西秦，屬河州。太初五年（392年），興晉郡為後涼所攻佔，改屬秦州。太初十年（397年），收復興晉郡，河州移治興晉郡枹罕县。至此，河州領六郡：武始郡、安故郡、武城郡、武陽郡、興晉郡、大夏郡。
後秦弘始二年（400年），滅西秦，苑川、金城二郡改屬河州。弘始九年（407年），河州為彭奚念所據。
西秦更始元年（409年），復國，河州仍領六郡。永康元年（412年），攻佔南涼涼州三河郡，改屬河州。後析置西安郡。建弘七年（426年），在興晉郡境內僑置南安郡，屬河州。永弘三年（430年），河州為吐谷渾所攻佔。

### 北朝
北魏孝文帝太和十六年（492年），改枹罕鎮為河州，領三郡：武始郡、洪和郡、臨洮郡，治枹罕城。北魏孝明帝時，復置金城郡。至此，河州領四郡，治金城郡大夏縣枹罕城。
西魏、北周時，分金城郡置枹罕郡，省洪和、臨洮二郡。至此，河州領三郡：枹罕郡、金城郡、武始郡，治枹罕郡枹罕縣。

### 隋唐
隋朝开皇二年（582年），分河州金城、武始二郡置蘭州，河州屬蘭州總管府。开皇三年（583年），废枹罕郡，領縣直屬河州。至此，河州領四縣：枹罕、龍支、大夏、水池。大业三年（607年），改河州為枹罕郡。
| 隋朝行政区划变迁 | 隋朝行政区划变迁     | 隋朝行政区划变迁 | 隋朝行政区划变迁 | 隋朝行政区划变迁            |
| 区划             | 開皇元年             | 開皇元年         | 区划             | 大業3年                     |
| ---------------- | -------------------- | ---------------- | ---------------- | --------------------------- |
| 州               | 河州                 | 岷州             | 郡               | 枹罕郡                      |
| 郡               | 枹罕郡               | 同和郡           | 县               | 枹罕县 大夏县 龙支县 水池县 |
| 县               | 枹罕县 大夏县 龙支县 | 水池县           | 县               | 枹罕县 大夏县 龙支县 水池县 |

西秦秦興元年（617年），改枹罕郡為河州。
唐朝武德二年（619年），攻佔李軌河州。至此，河州領二縣：枹罕、大夏。武德八年（625年），置蘭州都督府，河州屬之。貞觀元年（627年），廢大夏縣。貞觀五年（631年），復置大夏縣。貞觀十一年（637年），廢烏州為安鄉縣，屬河州。後河州改屬鄯州都督府。天宝元年（742年），改河州为安鄉郡，安鄉縣為凤林县。乾元元年（758年），復安鄉郡為河州。至此，河州領三縣：枹罕、大夏、鳳林。宝应元年（762年），吐蕃佔領河州。

### 宋金元
北宋熙宁六年（1073年），王韶收复河州，領枹罕縣，屬秦鳳路。熙宁九年（1076年），省枹罕縣。崇寧四年（1105年），升寧河砦為寧河縣。
金朝初，河州為刺史州。皇統二年（1142年），升河州為防禦州，改屬臨洮路。貞元二年（1154年），復置枹罕縣。貞祐四年（1216年），升河州為節鎮，軍名為平西軍。
大蒙古國時期，河州改屬鞏昌等處都總帥府。元朝至元六年（1269年），河州改為河州路，改屬吐蕃等處宣慰使司都元帥府。

### 明清
明朝成化九年（1473年），復置河州，為散州，屬陝西臨洮府。清朝乾隆三年（1738年），甘肅臨洮府改為蘭州府，河州仍屬之。1913年，廢府州廳，改河州為導河縣。

## 長官
前涼河州刺史（345年－355年）
- 張瓘（345年－355年）[9]
- 索孚（355年）[10]

前秦河州刺史（371年－386年）
- 李儼（371年）
- 李辯（371年－？）[11]
- 毛興（380年－386年）[12]
- 衞平（386年）[13]

西秦河州刺史（388年－397年）
- 彭奚念（389年－397年）[14]

西秦河州牧（397年－400年）
- 屋弘破光（397年－？）[15]

後秦河州刺史（400年－407年）
- 乞伏乾歸（400年－401年）[16]
- 彭奚念（？－407年）[17]

西秦河州刺史（409年－411年）
- 屋引破光（409年－？）[18]

後秦河州牧（411年）
- 乞伏乾歸（411年）[19]

西羌河州牧（411年－412年）
- 彭利髮（411年－412年）[19]

西秦河州刺史（412年－415年）
- 乞伏審虔（412年－？）[19]

西秦河州牧（415年－430年）
- 謙屯（415年－428年後）[20]

北魏河州刺史（492年－534年）
- 胡國珍（太武帝時）[21]
- 穆純（孝文帝時）[22]
- 許元康（孝文帝時）[23]
- 染雅（孝文帝時追贈）[24]
- 鄯乾（512年追贈）[25]
- 寇治（宣武帝時）[26]
- 吐谷渾璣（516年追贈）[27]
- 梁釗（孝明帝時）
- 元祚（孝明帝時）[28]
- 李辯[29]
- 高師（追贈）[30]
- 乞伏寶（532年追贈）[31]

西魏河州刺史（534年－557年）
- 念賢（537年－？）[32]
- 王德[33]
- 劉洪徽（543年見任）[34]
- 楊寬（544年－551年）[35]
- 辛威（？－557年）[36]

北周河州刺史（557年－581年）
- 獨孤善（557年）[37]
- 閻慶（557年－？）[38]
- 王傑（？－563年）[39]
- 李賢（564年－565年）[40]
- 宋果[41]
- 陸逞[42]
- 劉雄（573年－575年）[39]
- 王傑（579年追贈）[39]

隋朝河州刺史（581年－607年）
- 段文振（？－586年）[3]
- 李長雅（隋文帝時）[43]
- 史萬歲（？－600年）[44]

西秦河州刺史（617年－618年）
- 薛仁越（617年－618年）

唐朝河州刺史（619年－742年，758年－762年）
- 朱惠表（619年）
- 卢士良（623年）
- 裴善昌（贞观年间）
- 鲜于匡绍（高宗时）
- 冉实（？—695年）
- 王谞（开元年间）
- 裴守一（开元年间）

宋朝知河州軍州事（1073年－1131年）
- 景思立（1073年－1074年）[45]
- 鮮于師中（1075年見任）[45]
- 苗授（神宗時）[46]
- 劉昌祚（？－1081年）[47]
- 李浩（神宗時）[46]
- 王文郁[46]
- 劉仲武[46]
- 种朴（哲宗時）[47]
- 姚雄（哲宗時）[46]
- 王贍（哲宗時）[46]

金朝河州刺史（1131年－1142年）
金朝河州防御使（1142年－1216年）
- 李師雄（海陵王時）[48]
- 韓鐸（世宗時）[49]
- 蒲察秉鉉（章宗時）[50]
- 完顏定奴（衛紹王時）[51]
- 納合蒲剌都（1214年－1216年）

金朝平西軍節度使兼河州管內觀察使（1216年－1227年）
- 納合蒲剌都（1216年－1217年）[52]
- 完顏合達（1217年－1218年）[53]
- 赤盞合喜（1220年－1223年）[54]

明朝河州知州（1473年－1643年）
- 白福（成化時）
- 周寧（成化時）
- 陳琳（成化時）
- 董循（成化時）
- 武敬（弘治時）
- 吳璇（弘治時）
- 稽綱（正德時）
- 李黼（正德時）
- 熊載（正德時）
- 翟懋（正德時）
- 朱緯（正德時）
- 吳潮（嘉靖時）
- 張宗儒（嘉靖時）
- 任繼芳（嘉靖時）
- 韓鼎（嘉靖時）
- 楊士元（嘉靖時）
- 吉陳（嘉靖時）
- 任官（嘉靖時）
- 蘇志皋（嘉靖時）
- 李惟喬（嘉靖時）
- 陳鯤（嘉靖時）
- 譚詩（嘉靖時）
- 周臣（嘉靖時）
- 樊相（嘉靖時）
- 劉卓（嘉靖時）
- 呂□（嘉靖時）
- 馮鑰（嘉靖時）
- 聶守中（隆慶時）
- 趙于敏（萬曆時）
- 賈明遠（萬曆時）
- 劉琚（萬曆時）
- 王希顏（萬曆時）
- 耿德章（萬曆時）
- 王三槐（萬曆時）
- 施朝恩（萬曆時）
- 王家□（萬曆時）
- 陳文焯（萬曆時）
- 張翼新（萬曆時）
- 高麟遊（天啟時）
- 甯養初（崇禎時）
- 蘇浡然（崇禎時）
- 曹文源（崇禎時）
- 傅永康（崇禎時）
- 王汝楫（崇禎時）

清朝河州知州（1646年－1913年）
- 邊嘉興（1646年出任）
- 王用賓（1647年出任）
- 陳維新（1651年出任）
- 劉瑜（1652年出任）
- 于睿明（1658年出任）
- 李芳春（1661年出任）
- 韓作楫（1664年出任）
- 梁禹甸（1668年出任）
- 鄒㺭（1670年出任）
- 田養心（1675年出任）
- 張爾儲（1677年出任）
- 周克友（1679年出任）
- 劉馨（1680年出任）
- 劉檝（1684年出任）
- 張瓚（1686年出任）
- 牟錫元（1688年出任）
- 丁秉剛（1691年出任）
- 莫應麟（1691年出任）
- 徐原本（1694年出任）
- 王全臣（1702年出任）
- 翟爾昌（1725年出任）
- 劉鶴鳴（1736年出任）
- 郭□嶸（1742年出任）
- 張水淑（1746年出任）
- 韓極（1756年出任）
- 郭昌泰（1763年出任）
- 田錫莘（1768年出任）
- 葉中（1773年出任）
- 周□（1781年署任）
- 謝桓（1781年署任）
- 于鍠（1781年出任）
- 那爾阿（1791年出任）
- 縱司燖（1796年出任）
- 明福（1797年出任）
- □重鑑（1799年署任）
- 興恆（1803年出任）
- 王湖（1808年出任）
- 王隖（1813年出任）
- 沈仁澍（1816年出任）
- 劉賓（1818年出任）
- 黃錫寶（1820年出任）
- 王世焯（1822年出任）
- 胡秉虔（1823年出任）
- 羅文楷（1830年出任）[55]